# Pietrosella
Pietrosella est une commune française située dans la circonscription départementale de la Corse-du-Sud et le territoire de la collectivité de  Corse.

## Géographie

### Situation

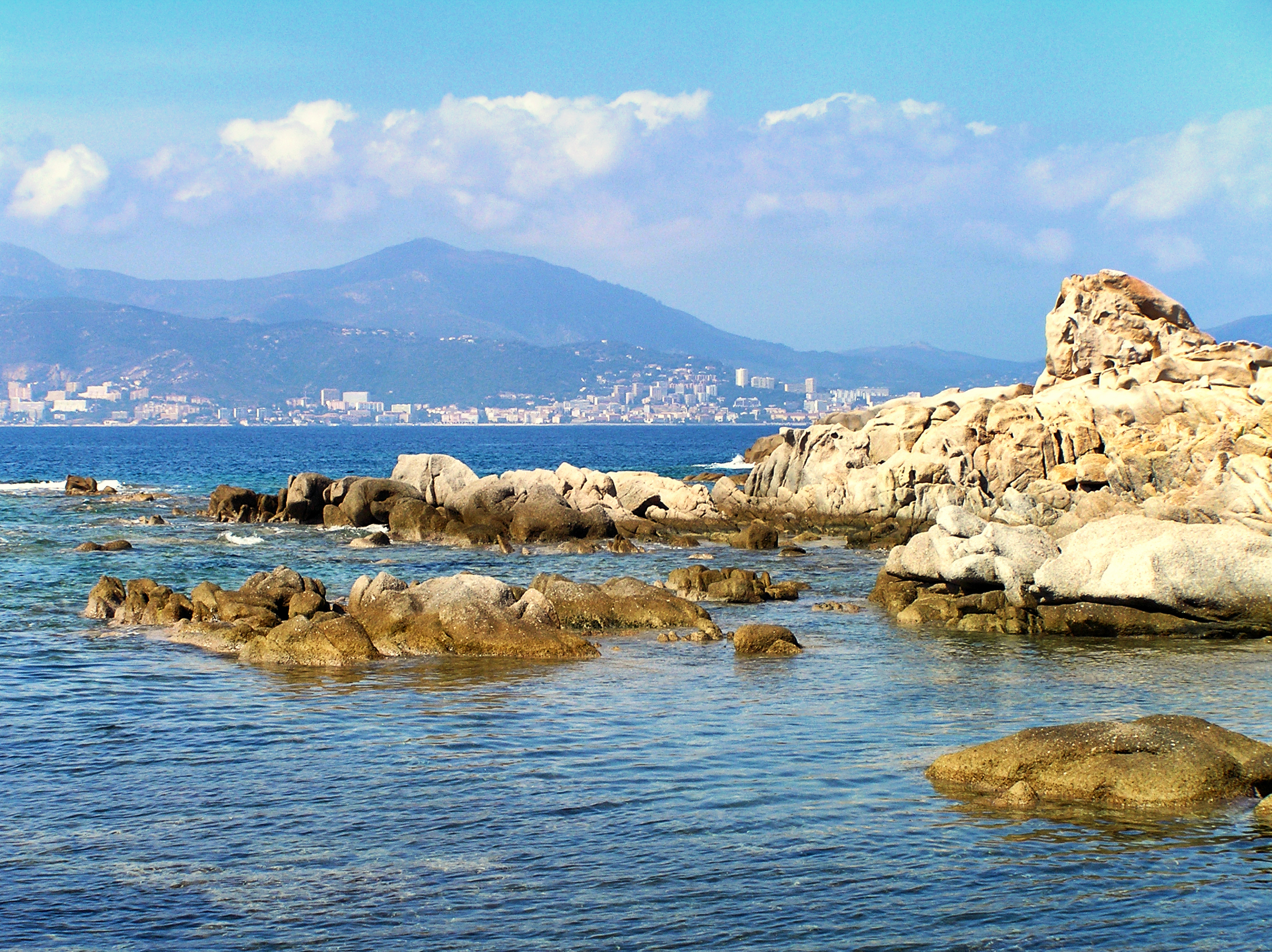
Ajaccio vu depuis l'Isolella

Créée en 1857 avec la cession de territoires par la commune de Coti-Chiavari, Pietrosella (Pitrusedda en corse) se situe dans l'Ornano (ancienne pieve d'Ornano). De nos jours elle fait partie du canton de Taravo-Ornano. Pietrosella est une commune du littoral ; sa façade maritime appartient à la rive sud du golfe d'Ajaccio, faisant face à la ville d'Ajaccio sur la rive nord.
Communes limitrophes

### Géologie et relief

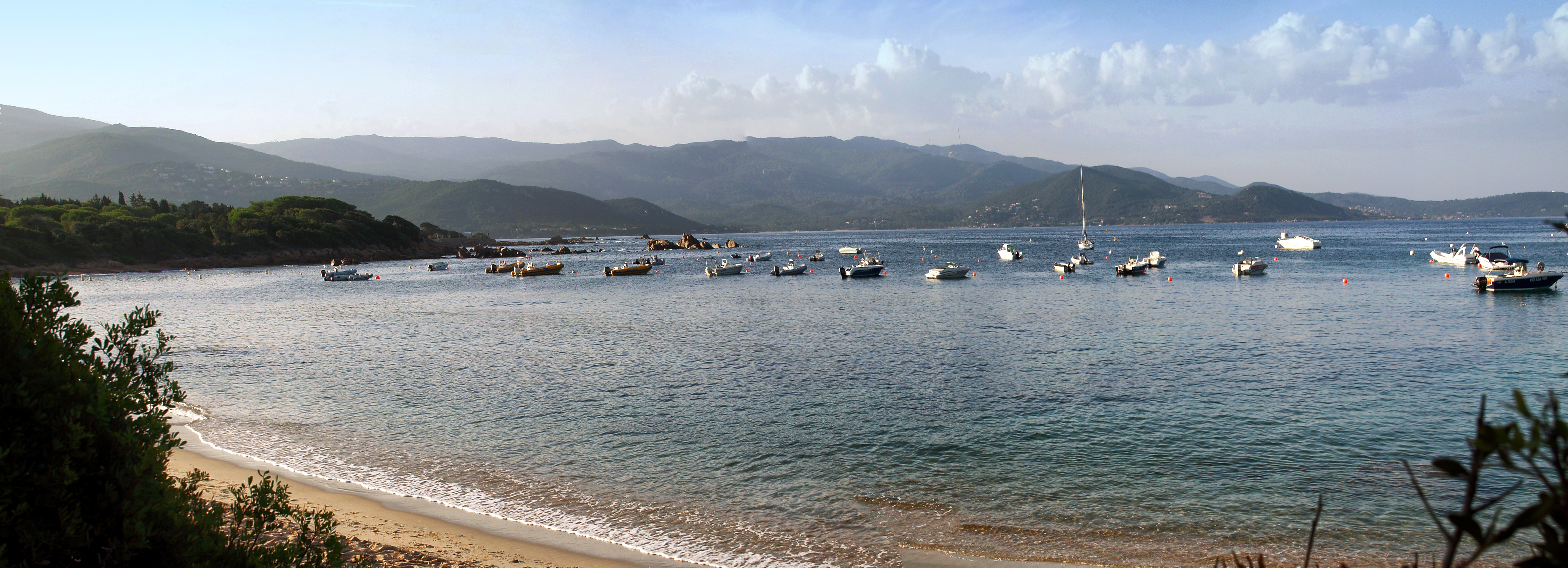
L'anse de Medea.

Pietrosella fait partie de la Corse hercynienne ancienne (ou Corse occidentale cristalline) couvrant les 2/3 SO de l’île. Son socle comprend des formations géologiques datées entre -320 et -270 Ma, constituées de granites monzonitiques porphyroïdes dans sa partie nord-ouest septentrionale, y compris la presqu'île de l'Isolella, et de granites leucocrates partout ailleurs.
Son territoire occupe les flancs nord-occidentaux de la terminaison à la mer d'un chaînon secondaire s'épaulant, dans le massif du Monte Renoso, sur la Punta Cappella (2 032 m) de la chaîne centrale de l'île. Il est bordé au nord, au sud et à l'est par des lignes de crête dont le culmen est la Punta di Rimonduli (altitude 729 m), « à cheval » sur Albitreccia et Pietrosella. Un chaînon de basse montagne orienté dans un axe nord-sud, sur lequel a été construit le village, partage la partie orientale de la commune. Dans ce vallon coule en direction du nord, le ruisseau de Pietrosella. 
De ce chaînon, le relief comportant deux petits chaînons centraux orientés à l'ouest, décline jusqu'au rivage du golfe d'Ajaccio. Il est une zone collinaire dont les parties donnant sur le golfe sont de nos jours urbanisées.

### Hydrographie
Le principal cours d'eau communal est le ruisseau de Pietrosella. Il a sa source sur la commune, sous la Punta di Ballatoju (746 m). Il prend le nom de ruisseau d'Aja Piana au nord en entrant sur la commune d'Albitreccia, avant de se jeter dans le ruisseau d'Agosta.
Sur la fin de son cours, le ruisseau d'Agosta, tributaire du golfe d'Ajaccio, délimite Albitreccia et Pietrosella.

## Urbanisme

### Typologie
Au 1er janvier 2024, Pietrosella est catégorisée commune rurale à habitat dispersé, selon la nouvelle grille communale de densité à sept niveaux définie par l'Insee en 2022.
Elle appartient à l'unité urbaine d'Albitreccia, une agglomération intra-départementale regroupant deux  communes, dont elle est une commune de la banlieue,,. Par ailleurs la commune fait partie de l'aire d'attraction d'Ajaccio, dont elle est une commune de la couronne,. Cette aire, qui regroupe 79 communes, est catégorisée dans les aires de 50 000 à moins de 200 000 habitants,.
La commune, bordée par la mer Méditerranée, est également une commune littorale au sens de la loi du 3 janvier 1986, dite loi littoral. Des dispositions spécifiques d’urbanisme s’y appliquent dès lors afin de préserver les espaces naturels, les sites, les paysages et l’équilibre écologique du littoral, tel le principe d'inconstructibilité, en dehors des espaces urbanisés, sur la bande littorale des 100 mètres, ou plus si le plan local d’urbanisme le prévoit.

### Occupation des sols
L'occupation des sols de la commune, telle qu'elle ressort de la base de données européenne d’occupation biophysique des sols Corine Land Cover (CLC), est marquée par l'importance des forêts et milieux semi-naturels (87,2 % en 2018), une proportion sensiblement équivalente à celle de 1990 (87,7 %). La répartition détaillée en 2018 est la suivante : 
forêts (62,1 %), milieux à végétation arbustive et/ou herbacée (24,8 %), zones urbanisées (8,1 %), zones agricoles hétérogènes (4,7 %), espaces ouverts, sans ou avec peu de végétation (0,3 %). L'évolution de l’occupation des sols de la commune et de ses infrastructures peut être observée sur les différentes représentations cartographiques du territoire : la carte de Cassini (XVIIIe siècle), la carte d'état-major (1820-1866) et les cartes ou photos aériennes de l'IGN pour la période actuelle (1950 à aujourd'hui).

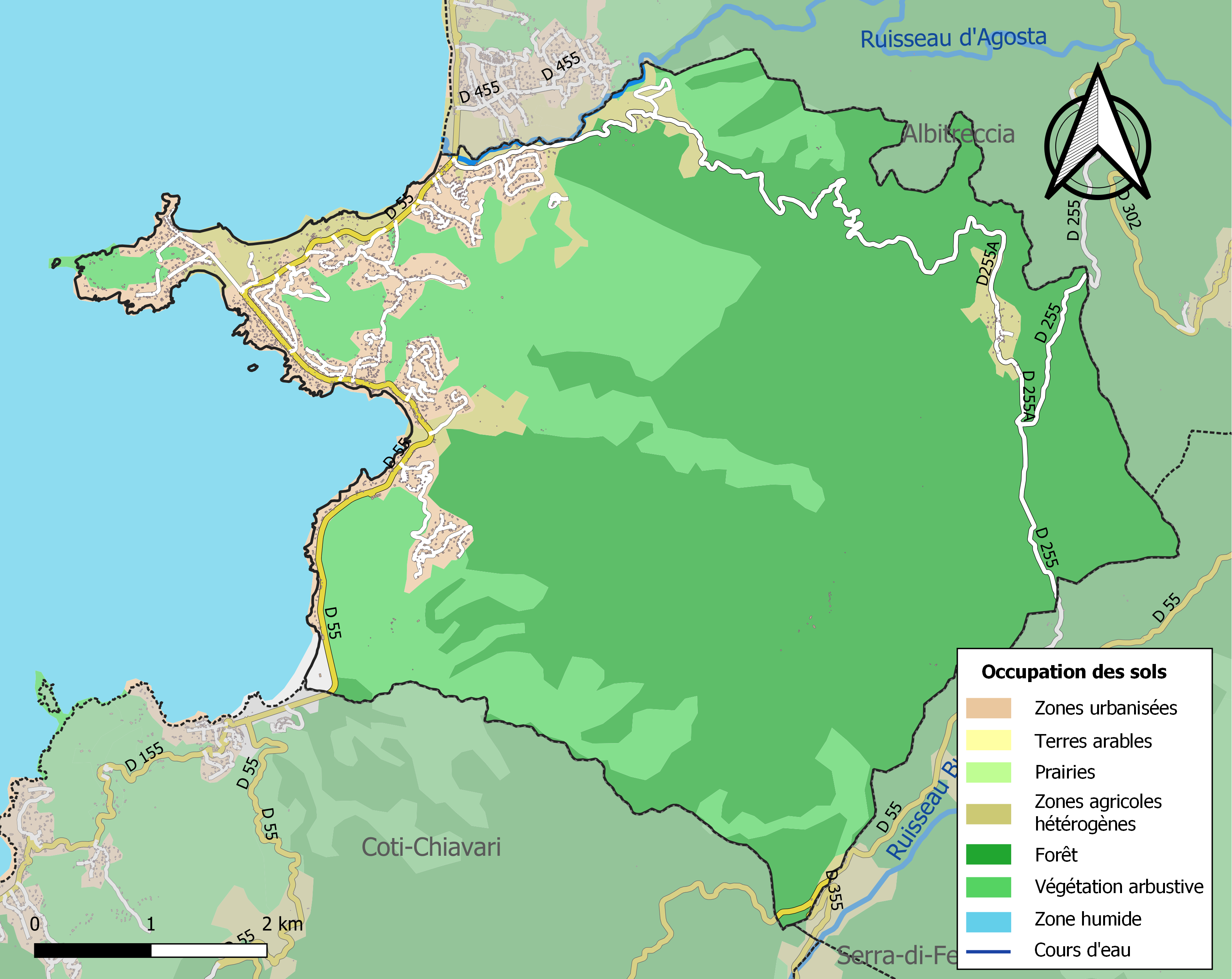
Carte des infrastructures et de l'occupation des sols de la commune en 2018 (CLC).

## Histoire

### Époque contemporaine
Le 6 septembre 1997, un commando de nationalistes corses (cinq individus encagoulés) plastique la gendarmerie de Pietrosella, prend deux militaires en otage et récupère leurs deux armes de service, des pistolets Beretta 9 mm dont l'un servira à exécuter le préfet Érignac.
Du 23 mai 2018 au 25 mai 2018 s'est déroulé le Championnat de France UNSS de triathlon.

## Politique et administration

### Liste des maires
| Période                                  | Période  | Identité               | Étiquette | Qualité |
| ---------------------------------------- | -------- | ---------------------- | --------- | --- |
| Les données manquantes sont à compléter. |          |                        |           | |
| 1972                                     | 1972     | Jean-Jacques Delmon    | ON        | Membre du Conseil National d'Ordre Nouveau, 1972 |
| mars 2001                                | En cours | Jean-Baptiste Luccioni | CSD-PS    | Cadre du secteur public Conseiller à l'Assemblée de Corse (2010 → 2015) Président du groupe CSD à l'Assemblée de Corse (2010 → 2015) 1er vice-président de la CC de la Pieve de l'Ornano et du Taravo |

## Population et société

### Démographie
L'évolution du nombre d'habitants est connue à travers les recensements de la population effectués dans la commune depuis 1861. Pour les communes de moins de 10 000 habitants, une enquête de recensement portant sur toute la population est réalisée tous les cinq ans, les populations de référence des années intermédiaires étant quant à elles estimées par interpolation ou extrapolation. Pour la commune, le premier recensement exhaustif entrant dans le cadre du nouveau dispositif a été réalisé en 2005.

En 2022, la commune comptait 2 042 habitants, en évolution de +24,51 % par rapport à 2016 (Corse-du-Sud : +7,61 %, France hors Mayotte : +2,11 %).
| 1861 | 1866 | 1872 | 1876 | 1881 | 1886 | 1891 | 1896 | 1901 |
| ---- | ---- | ---- | ---- | ---- | ---- | ---- | ---- | ---- |
| 322  | 327  | 299  | 314  | 263  | 291  | 298  | 386  | 303  |

| 1906 | 1911 | 1921 | 1926 | 1931 | 1936 | 1946 | 1954 | 1962 |
| ---- | ---- | ---- | ---- | ---- | ---- | ---- | ---- | ---- |
| 367  | 360  | 214  | 216  | 150  | 201  | 164  | 122  | 101  |

| 1968 | 1975 | 1982 | 1990 | 1999  | 2005  | 2006  | 2010  | 2015  |
| ---- | ---- | ---- | ---- | ----- | ----- | ----- | ----- | ----- |
| 118  | 350  | 738  | 864  | 1 028 | 1 209 | 1 218 | 1 251 | 1 589 |

| 2020  | 2022  | - | - | - | - | - | - | - |
| ----- | ----- | - | - | - | - | - | - | - |
| 1 945 | 2 042 | - | - | - | - | - | - | - |

### Enseignement
L'école primaire publique se trouve au quartier du Rupione. Le collège se situe à Porticcio. Le lycée se situe à Ajaccio, distant de 25 km du village. L'Université de Corse Pascal-Paoli de Corte se situe à 91 km.

### Culte
La commune comporte trois lieux de culte catholiques : l'église paroissiale Saint-Pierre et Saint-Paul, l'église Sainte-Monique et l'église de l'Immaculée Conception, qui relèvent toutes trois du diocèse d'Ajaccio.

## Économie

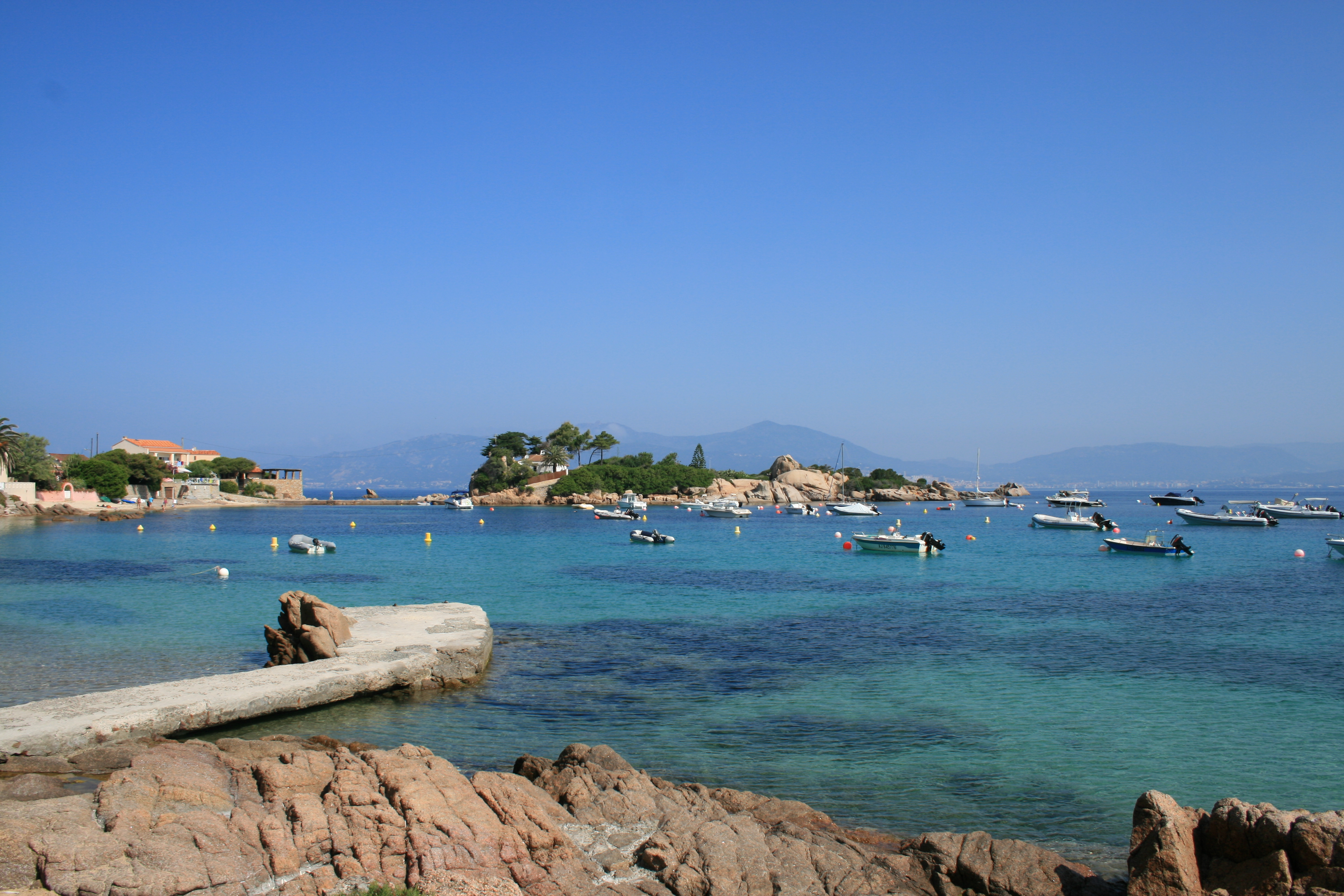
Mouillage de Pietrosella

## Culture locale et patrimoine

### Lieux et monuments
- Monument aux morts
- Plages et criques du Ruppione

#### Tour d'Isolella ou des Sette Navi

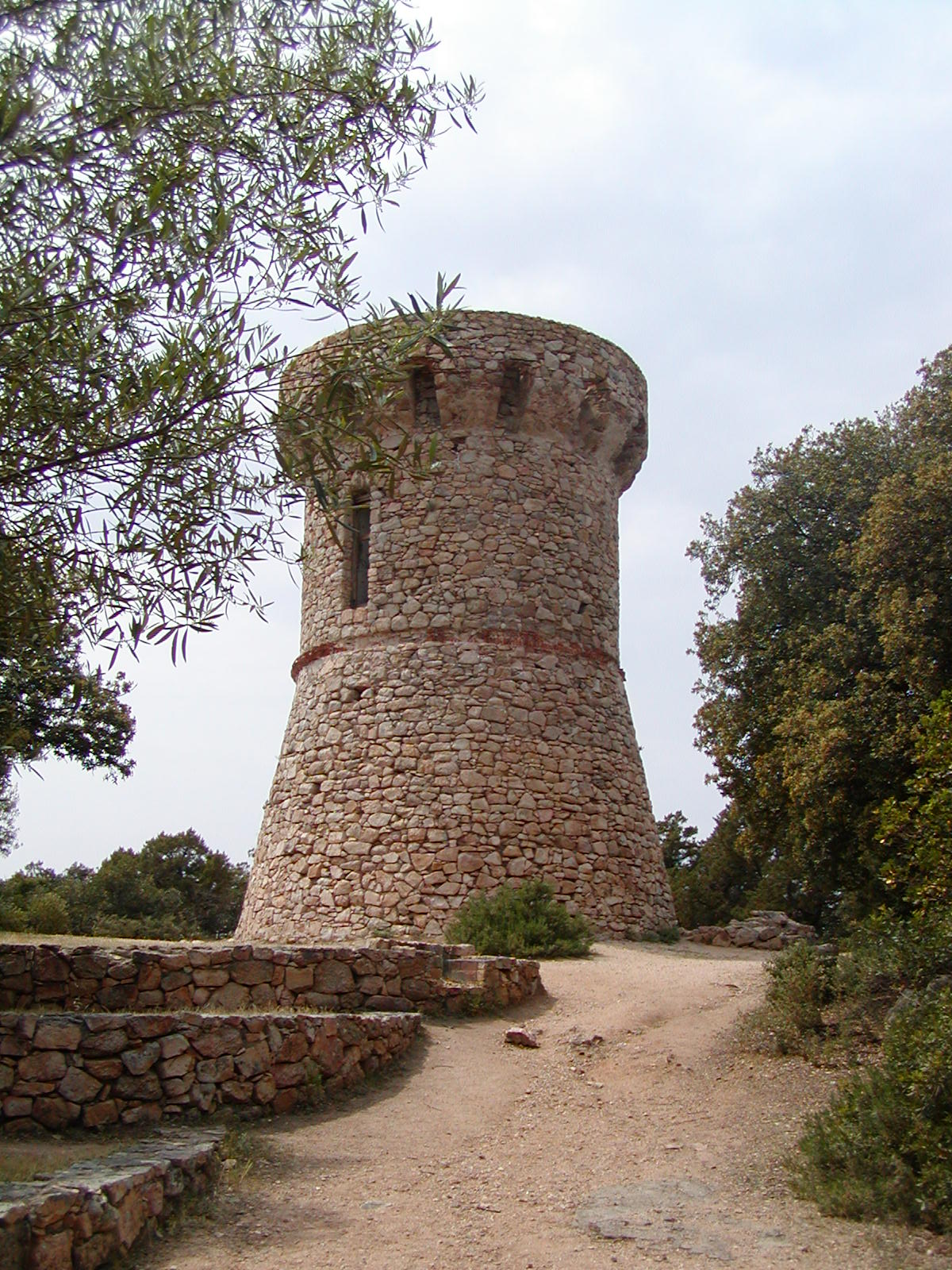
Tour de l'Isolella

La tour génoise a été construite en  1608, à la charge des habitants de la Piève d'Ornano. Elle est inscrite au titre des Monuments historiques.

### Patrimoine culturel

#### Tour génoise de l'Isolella
Cette tour de guet dite tour génoise de l'Isolella, dite tour di i sette navi, inscrite MH, est à l'Inventaire général du patrimoine culturel.

#### Présentation de la commune de Pietrosella
La commune de Pietrosella (maisons, tour de guet, four à pain) est reprise à l'Inventaire général du patrimoine culturel.

#### Maisons de Pietrosella
Sur les 44 repérées d'un bâti de 1 172 maisons (INSEE), 14 ont été datées du XVIIIe siècle au XXe siècle et étudiées. Elles sont reprises à l'inventaire préliminaire.

#### Égliseparoissiale Saint-Pierreet Saint-Paul
L'église se situe au cœur du village au milieu d"habitations éparpillées. Elle a été construite en 1862, remaniée en 1863, 1867 et 1891. C'est un édifice de plan allongé, à nef unique, voûtée en berceau à lunettes et prolongée d'un chœur par une abside voûtée en cul-de-four. Le campanile à baie libre cintrée, est doté de trois cloches. L'église est reprise à l'Inventaire général du patrimoine culturel.

#### Église Sainte-Monique

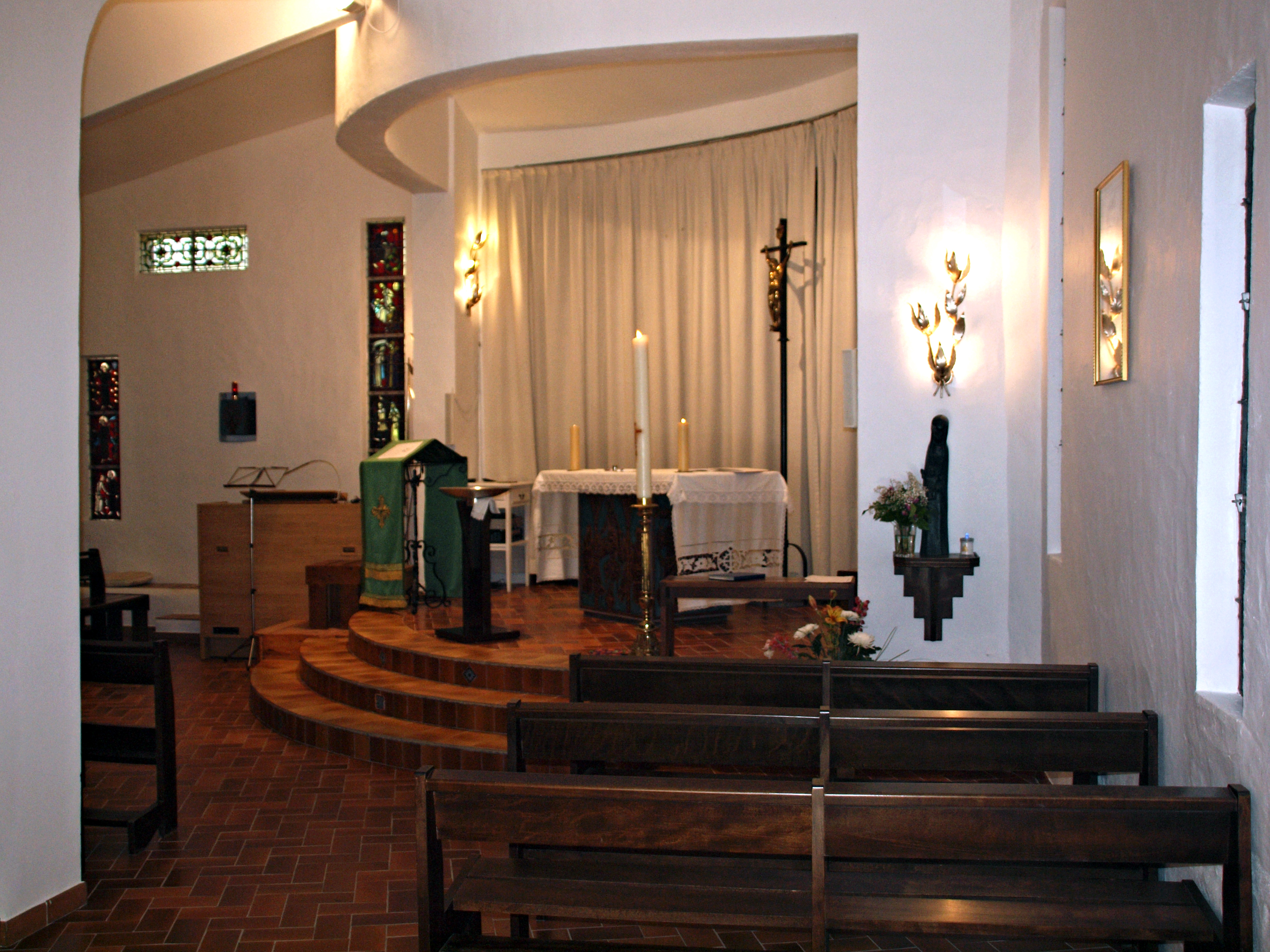
Intérieur de l'église Sainte-Monique

L'église Sainte-Monique, située au lieu-dit Ghiatone, est la propriété d'une association diocésaine. Elle a été construite en 1976 et comprend des vitraux œuvres du maître verrier Alain Makaraviez. Elle est reprise à l'Inventaire général du patrimoine culturel.

#### Chapelle de l'Immaculée Conception
Construite en 1891, c'est un édifice de plan allongé à chevet plat, formé d'une nef unique voûtée en berceau à lunettes et d'un chœur voûté en berceau plein-cintre. Son campanile à baie libre cintrée, est doté d'une cloche, couronne le mur nord de l'abside. Elle se trouve au lieu-dit Cruciata, et est à l'Inventaire général du patrimoine culturel.

### Patrimoine naturel

#### ZNIEFF
La commune est concernée par trois zones naturelles d'intérêt écologique, faunistique et floristique de 2e génération :
Forêt de Coti-Chiavari
D'une superficie de 2 809 ha sur Coti-Chiavari et Pietrosella, le site est composé d’une vaste forêt située à l’est du village de Pietrosella ; il regroupe un nombre important d’espèces animales et végétales déterminantes; notamment plusieurs espèces d’oiseaux forestiers telles que Coccothraustes coccothraustes ou Jynx torquilla. La zone fait l'objet de la fiche ZNIEFF 940030365 - Forêt de Coti-Chiavari.
Punta di Sette Nave
La zone a une superficie de 13 ha sur la seule commune de Pietrosella. Elle couvre la presqu'île rocheuse de l'Isolella, sur la rive sud du golfe d'Ajaccio. Très urbanisé avec de nombreuses villas, le site est très fréquenté en été pour ses plages, sa tour génoise et pour ses nombreuses résidences secondaires. La zone recèle deux espèces très rares : Serapias neglecta (que l'on ne trouve en Corse que dans la région ajaccienne) et Gennaria diphylla (uniquement localisée sur Punta di Sette Nave pour la Corse).
Dune de Pascialella - Pinède de Verghia
La zone couvre une superficie de 14 ha des communes de Coti-Chiavari et de Pietrosella. Elle se situe au sud de la presqu’île de l’Isollela, à l’est de l’ancien port de Chiavari. Elle est très fréquentée en été (piétinement et de circulation d’engins motorisés tout terrain), ce qui cause un réelproblème pour les 8 espèces végétales déterminantes et rares recensées, dont : Serapias neglecta, Ranunculus ophioglossifolius et Pseudorlaya pulmina.

### Personnalités liées à la commune
- Raymond Kopa, footballeur français, possédait une résidence secondaire à la presqu'île de l'Isolella